# 田仲芳幸
田仲 芳幸（たなか よしゆき）は、日本テレビ放送網営業局所属、以前は、情報エンタテインメント局所属のディレクター、プロデューサー。元は、増田一穂や、桜田和之の下でバラエティ番組を制作して、政橋雅人、染井将吾の下では情報番組を作っていた。

## 代表的な担当番組
- TVおじゃマンモス
- TVおじゃマンボウ
- DAISUKI!
- ウルトラショップ
- ぐるぐるナインティナイン
- 行列のできる法律相談所
- ティンティンTOWN!
- 未来創造堂
- ラジかるッ
- アナザースカイ（営業）